# Осацький монастир Хонґан
34°41′14″ пн. ш. 135°31′32″ сх. д. / 34.687361111111° пн. ш. 135.52569444444° сх. д.

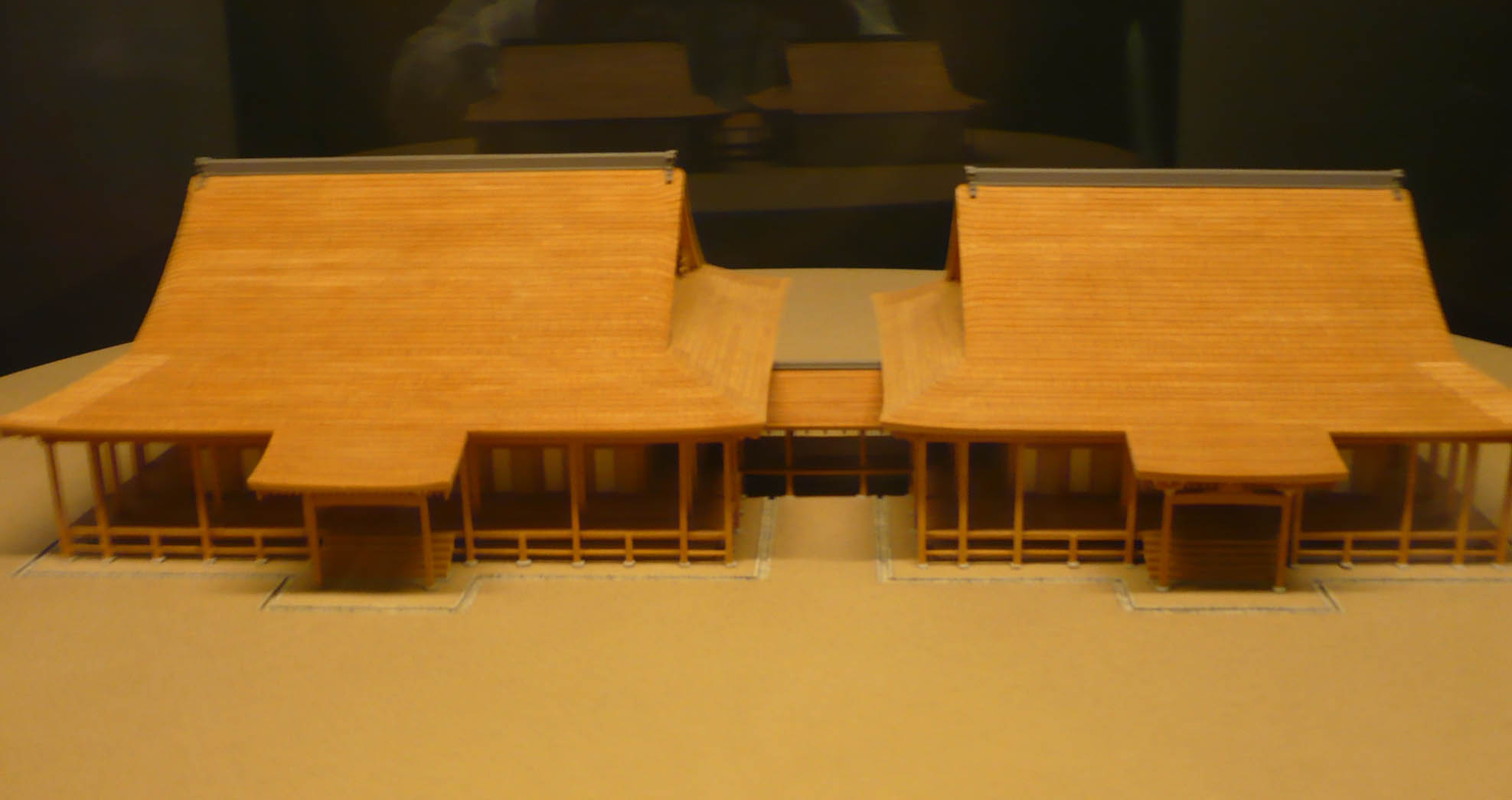
Головний храм монастиря (реконструкція).

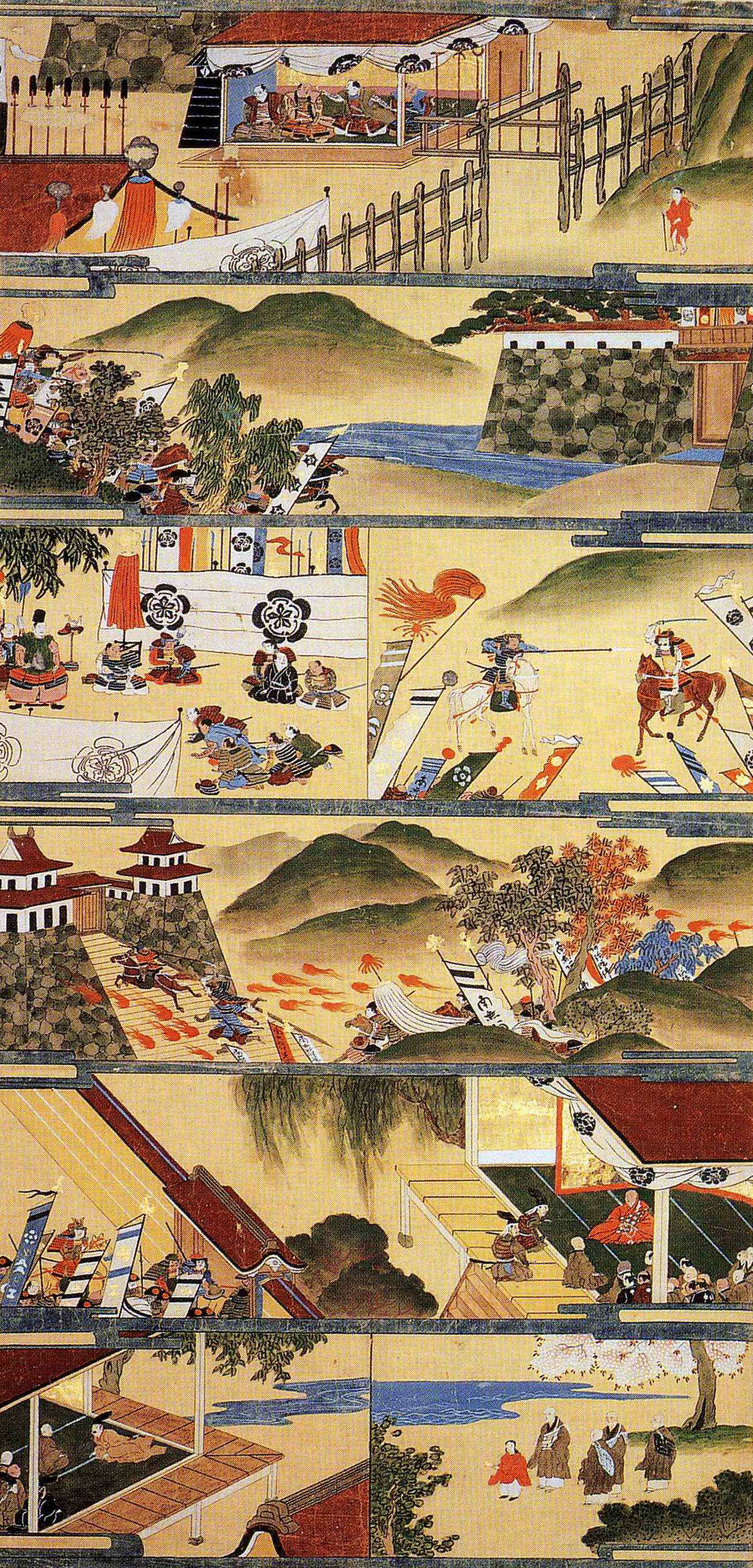
Ішіямська війна

О́сацький монасти́р Хонґа́н (【大坂本願寺】, «Осацький монастир Основної обітниці») — японський буддистський монастир Істинної секти Чистої Землі в XV—XVI століттях. Заснований у 1496 році 8-м предстоятелем секти Ренньо на місці сучасної Осаки у провінції Сеццу (суч. префектура Осака). Інша назва — Ішіямський монастир Хонґан (【石山本願寺】), Ішіямський замок, Осацький замок, Осацький монастир.

## Відомості
Місце розташування монастиря Хонґан, гора Ішіяма, була невеликим плато, яке знаходилось у дельті річок Йодокава і Яматокава, котрі впадали до Внутрішнього Японського моря. Воно лежало на перетині транспортних артерій, які пов'язували столицю Кіото з західними провінціями, а також знаходилося поруч із великим торговельним центром тогочасної Японії — містом Сакаї. 8-патріарх Ренньо заклав на тій горі Ішіяма укріплений монастир та звів довкола нього місто торгівців і ремісників. Завдяки тому, що місто знаходилося на схилястому плато, воно отримало назву «Малий узвіз» — Осака (小坂), яка згодом перетвориться у сучасну назву «Великий узвіз» — Оосака (大坂)(суч. місто Осака).
Значення монастиря на горі Ішіяма як центра буддистської секти Дзьодо сінсю зросло після втрати нею монастиря Ямасіна Хонґан у столиці країни. Економічна міць новозведеного монастиря базувалася на пожертвах адептів секти з усієї Японії, особливо з провінцій Кії (суч. префектура Вакаяма) та Етідзен (суч. префектура Фукуй) а також митних поборах з торгівців на шляху до Кіото.
В період Сенґоку монастир Хонґан був однією із найбільших фортець країни. Персесічена місцевість — річки, острови і болота — , а також міцні кам'яні укріплення робили її неприступною. Мури Хонґанд не зміг здобути навіть Ода Нобунаґа — один із найвидатніших полководців Японії. Лише 5-річна тотальна блокада монастиря і примонастирського міста з моря і з суші, відкрили ворота фортеці у 1580 році.
Втім монастир не зберігся. Капітуляція силам Оди розсварила буддистів, частина яких підпалила храми і будинки міста. Трьома роками пізніше, наступник Оди Нобунаґи — Тойотомі Хідейосі звів на вигорілому місці Осацький замок.